# جيروم شو
جيروم شو (بالإنجليزية: Bishop Jerome)‏ هو قسيس أمريكي، ولد في 21 ديسمبر 1946 في واتربوري في الولايات المتحدة.